# Callulops robustus
Callulops robustus är en groddjursart som först beskrevs av George Albert Boulenger 1898.  Callulops robustus ingår i släktet Callulops och familjen Microhylidae. IUCN kategoriserar arten globalt som livskraftig. Inga underarter finns listade.